# Cuttsia
Cuttsia es un género monotípico de arbustos o pequeños árboles pertenecientes a la familia Rousseaceae.  Su única especie:  Cuttsia viburnea, es nativa de la selva lluviosa de  Nueva Gales del Sur y Queensland en Australia.

## Descripción
Cuttsia viburnea alcanza un tamaño de hasta 15 metros de altura y tiene las hojas dentadas, con puntas que miden 8 a 20 cm de largo y de 2 a 6.5 cm de ancho. Las flores son blancas y se producen en panículas, seguidas por las frutas redondas que tienen 3-4 mm de largo.

## Taxonomía
Cuttsia viburnea fue descrita por Ferdinand von Mueller en 1865 y publicado en Fragmenta Phytographiae Australiae 5: 47. 1865.